# سارة عبد الجليل
سارة عبد الجليل هي طبيبه سودانية مقيمة في المملكة المتحدة ومدافعه عن الديمقراطية ومشاركه في مبادرات المهاجرين السودانين. سارة عضوه في منظمة أطباء السودان لحقوق الإنسان، وتؤكد على حماية الطفل، وساهمت بنشاط خلال الاحتجاجات السودانية 2018-2019 وضد الانقلاب العسكري 2021 كمتحدثة باسم تجمع المهنيين السودانيين.

## سيرة شخصية
سارة إبراهيم عبد الجليل ولدت لإبراهيم حسن عبد الجليل، أستاذ بجامعة الخرطوم وعضو الحزب الاتحادي الديمقراطي، توفي في 14 أكتوبر 2018. حصلت على بكالوريوس الطب، وبكالوريوس الجراحة من جامعة الخرطوم عام 1998.
انتقلت سارة إلى المملكة المتحدة في عام 2001، وحصلت على درجة الماجستير في طب الأطفال الاستوائي وصحة الطفل، كلية ليفربول للطب الاستوائي في عام 2002. وهي زميلة الكلية الملكية لطب الأطفال وصحة الطفل. وهي استشارية طب الأطفال في هيئة الخدمات الصحية الوطنية في إنجلترا منذ عام 2003 في مستشفى جامعة نورفولك ونورويتش، أستاذ مشارك في جامعة سانت جورج منذ عام 2015، وخبيرة المساعدة الإنسانية في حالات الطوارئ، وتخطط للاستفادة من خبرتها لإحداث تأثير إيجابي عالمي على السكان الضعفاء والأطفال. تم الاعتراف بها كخبيرة في مشاركة الشتات من قبل منتدى الشتات التابع للاتحاد الأوروبي.
سارة عضوه في منظمة أطباء السودان لحقوق الإنسان،  وتركز على حماية الطفل في السياق السوداني المليء بالتحديات.  كانت سارة رئيسة نقابة أطباء السودان (فرع المملكة المتحدة) بين عامي 2017 و2020، والمتحدث الرسمي باسم تجمع المهنيين السودانيين، الاتحاد النقابي الذي لعب دورًا بارزًا في الاحتجاجات السودانية 2018-2019 ضد حكومة عمر البشير خلال عام 2019. وشددت خلال الاحتجاجات لقناة الجزيرة على أن "الناس في الشوارع يحتجون فقط بسبب الوقود والخبز. إنهم يحتجون لأن هناك فشلًا عامًا في النظام برمته".
قبل حرب السودان 2023، لعبت دورًا في حشد الدعم ضد الانقلاب العسكري في 25 أكتوبر 2021 وعنف الدولة ضد المتظاهرين السلميين. خلال الحرب، قالت سارة إن "الأطباء لن ينحازوا إلى أي طرف في أي صراع مسلح؛ إنهم يعملون بجد لإنقاذ الأرواح".
سارة تعمل كمستشارة لمؤسسة الشبكة الاجتماعية، وتساهم في رسم خرائط السودانيين في الشتات من أجل المساعدات الإنسانية وإنشاء وحدة تنسيق الأزمات. سارة، أحد مؤسسي منظمة برمجة الحوكمة في الخارج، وهي منظمة غير حكومية في السودان، تقوم بتثقيف الشباب حول مبادئ الحكم من أجل الديمقراطية وحقوق الإنسان.

## روابط خارجية
- ISHRGlobal (11 مايو 2023). Joint NGO statement at HRC Special Session on Sudan. مؤرشف من الأصل في 2024-12-25.
- Sudan Doctors Union UK (15 فبراير 2019). Dr Sara Abdelgalil interview with Radio Dabanga. مؤرشف من الأصل في 2024-12-24.

- "Reflections on Recent Events in the Republic of Sudan". podcasts.ox.ac.uk (بالإنجليزية). Archived from the original on 2023-11-11.
- "Large-scale protests erupt in Sudan after Prime Minister's resignation". Channel 4 News (بالإنجليزية البريطانية). 4 Jan 2022. Archived from the original on 2023-11-12.